# Mantella madagascariensis
A Mantella madagascariensis   a kétéltűek (Amphibia) osztályába és  a békák (Anura) rendjébe aranybékafélék (Mantellidae) családjába tartozó faj.

## Előfordulása
Madagaszkár endemikus faja. A sziget keleti részén, Niagarakelytől a Ranomafana Nemzeti Parkig, 600–1050 m-es tengerszint feletti magasságban honos.

## Megjelenése

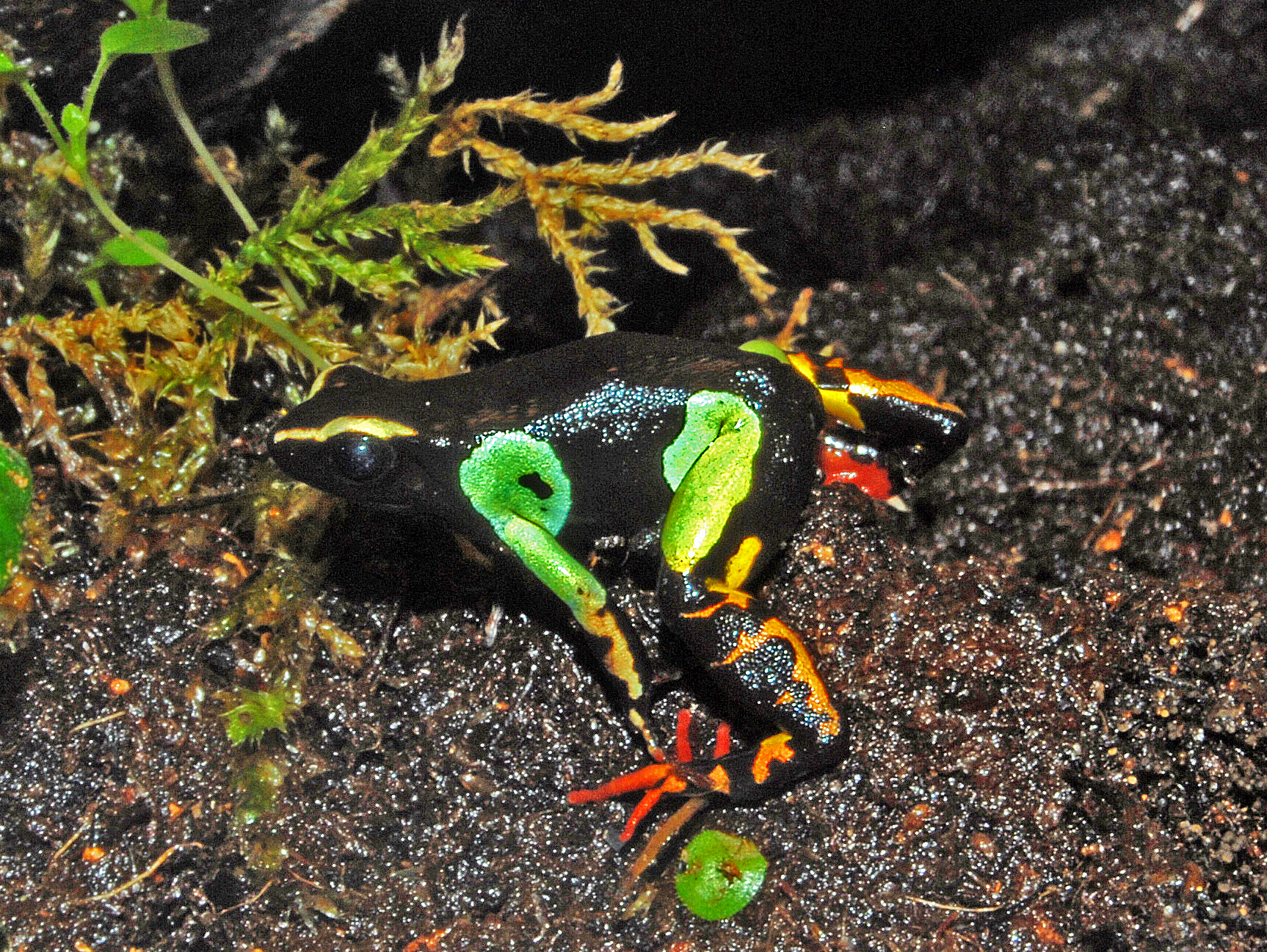

Kis méretű, meglehetősen zömök békafaj. A hímek testhossza 21–22 mm a nőstényeké 24–25 mm. Fejtetője, háta és oldala általában fekete, háta és oldala között nincs határozott elválasztó vonal. Felső combjai sárgák vagy zöldek, ez a szín nagy foltokban átterjed az oldalára, néha a hátára is. Lábszára és lábai narancs színűek, időnként fekete kereszt irányú sávokkal és márványos színezettel. Hasi oldala, torka és mellső végtagjai feketék, világos, többnyire fehéres kék, időnként sárga vagy zöld mintázattal. Torkán jól kivehető patkó alakú minta látható, főként a hímeknél.

## Természetvédelmi helyzete
A vörös lista a sebezhető fajok között tartja nyilván. Elterjedési területe kisebb mint 20 000 km². Élőhelye erősen fragmentált, kiterjedése csökken, minősége folyamatosan romlik. Egyetlen védett területen sem figyelték meg, bár a Ranomafana Nemzeti Park közelében megtalálható. Szükség van kereskedelmének szabályozására.